# Clasificación del crédito
La clasificación del crédito consiste en una serie de indicadores que otorgan diversas empresas especializadas que indican la solvencia general (capacidad de pago de la deuda emitida: bonos, obligaciones, etc.) de una entidad financiera, de una empresa, de un país o de emisiones de deuda en particular. Las distintas empresas clasifican los instrumentos financieros de acuerdo a una escala propia de cada empresa, mediante siglas, las cuales representan el riesgo de incumplimiento de pagos de la entidad emisora de los activos financieros.

## Escalas Utilizadas
A continuación se detallan las escalas utilizadas por tres principales empresas de índices de audiencia, características y formas de calificar los riesgos.

### Moody’s Investor Service (Moody's)
Esta agencia de índice de audiencia califica las emisiones de deuda tomando en cuenta su plazo, diferenciando entre deuda de corto plazo (vencimiento menor a un año) y deuda de largo plazo (vencimiento a un año o mayor).

#### Corto Plazo
- P-1 o Prime-1: Capacidad superior de reembolsar las obligaciones de deuda de corto plazo.
- P-2 o Prime-2: Capacidad sólida de reembolsar las obligaciones de deuda.
- P-3 o Prime-3: Capacidad aceptable de reembolsar las obligaciones de deuda a corto plazo.
- N-P o "Not Prime": No se encuentran en ninguna de las categorías de calificación anteriores.

#### Grado de Inversión
- Aaa: Máxima calidad, con mínimo riesgo crediticio.
- Aa1, Aa2, Aa3: Alto grado, sujeto a riesgo crediticio muy bajo. De Aa1 bajando hasta Aa3.
- A1, A2, A3: Grado medio-alto, sujeto a riesgo crediticio bajo.
- Baa1, Baa2, Baa3: Grado medio y sujeto a riesgo crediticio moderado.

#### Grado Especulativo
- Ba1, Ba2, Ba3: Contiene elementos especulativos y está sujeto a riesgo crediticio sustancial.
- B1, B2, B3: Carece de las características de una inversión deseable y está sujeto a un riesgo crediticio alto.
- Caa1, Caa2, Caa3: De poca calidad y sujetos a un riesgo crediticio muy alto.
- Ca: Altamente especulativo, con antecedentes que pueden prever de incumplimiento de compromisos, o está cerca de incumplir pero con una cierta perspectiva de recuperación de amortizaciones ó intereses.
- C: Calificación más baja. Muy poca calidad, antecedentes que indican muy alta probabilidad de incumplimiento con pocas perspectivas de recuperación de amortizaciones o intereses.

### Standard & Poor's(S&P)
Standard & Poor’s califica las emisiones dependiendo del plazo de su emisión. Los estándares utilizados para establecer la solvencia y estabilidad son:

#### Operaciones a largo plazo

##### Inversiones estables
- AAA: La más alta calificación de una compañía, fiable y estable.
- AA: Compañías de gran calidad, muy estables y de bajo riesgo.
- A: Compañías a las que la situación económica puede afectar a la financiación.
- BBB: Compañías de nivel medio que se encuentran en buena situación en el momento de ser calificadas.

##### Inversiones de riesgo o especulativas
- BB: Muy propensas a los cambios económicos
- B: La situación financiera sufre variaciones notables.
- CCC: Vulnerable en el momento y muy dependiente de la situación económica
- CC: Muy vulnerable, alto nivel especulativo.
- C: extremadamente vulnerable con riesgo de impagos

#### Operaciones a corto plazo
- A-1: El obligado tiene plena capacidad para responder del débito.
- A: El obligado tiene capacidad para responder del débito aunque el bono es susceptible de variar frente a situaciones económicas adversas.
- B: Las situaciones económicas adversas pueden condicionar la capacidad de respuesta del obligado.
- C: No escaso, pero no irrelevante nivel especulativo.
- D: Muy especulativo y de dudosa capacidad de respuesta del obligado.
- E: De imposible cobro.

En todos los casos, el símbolo [+] tras la calificación (hasta un máximo de tres símbolos, por ejemplo BBB++), sirve para evaluar las situaciones intermedias, entendiéndose que a más símbolo positivos, más cerca se encuentra del nivel superior siguiente.

### Fitch Ratings, Inc. (Fitch)
Fitch también distingue entre corto y largo plazo. Además, dispone de otras calificaciones a los bancos individuales, a su capacidad de recibir ayudas estatales, índices de audiencia sobre posibilidad de recuperar la inversión en caso de impagos, etc. A continuación el detalle de los principales índices de audiencia de Fitch.

#### Emisiones a Corto Plazo
- F1: Máxima seguridad de pago. Puede llevar un (+) para indicar una gran solvencia.
- F2: Seguridad muy alta y riesgo de impago muy bajo.
- F3: Seguridad alta, aunque ante eventos desfavorables podría tener dificultades.
- B: Capacidad muy justa para hacer frente a sus obligaciones y hay que vigilar a su evolución, ya que podría tener problemas.
- C: Las posibilidades de impagos son altas.
- D: Emisores o emisiones con impagos.

#### Grado de Inversión
- AAA: Máxima seguridad.
- AA: Seguridad muy alta.
- A: Gran capacidad de solvencia y bajo riesgo de crédito.
- BBB: Alta solvencia, aunque es más sensible a cambios adversos en la coyuntura económica.

#### Grado Especulativo
- BB: Solvencia garantizada, aunque existen ciertos riesgos de impago.
- B: La solvencia del emisor es muy justa, una deuda que puede llegar a incurrir en impagos.
- CCC: Las probabilidades de impago es alta.
- CC: Las probabilidades de impago es muy alta.
- C: El impago de intereses o del principal es inminente.
- RD: El emisor ha dejado de pagar alguno de los pagos vencidos, pero no de todas sus emisiones de deuda.
- D: Deuda con impagos de intereses y principal.